# Brian Lopes
Brian Lopes (ur. 6 września 1971) – zdobywca największej liczby tytułów w NORBA, we wszystkich dyscyplinach. Ustanowił rekordy świata w skokach na wysokość i na odległość. Pojawia się w telewizji, jego zdjęcia widniały na okładkach wszystkich najważniejszych pism dotyczących kolarstwa, takich jak Bike, Dirt, Bicycling, Velo News czy Mountain Biking, a także kolorowych magazynów, takich jak Men’s Health, Rolling Stone, USA Today.
Nakręcono z jego udziałem wiele filmów instruktażowych i popularyzujących kolarstwo górskie, np. filmy z serii Kranked czy New World Disorder, jego imieniem nazwano model opony rowerowej (Maxxis Brian Lopes Bling Bling Dual). Brian jest także bohaterem gry komputerowej o tematyce kolarskiej – Downhill Domination na PlayStation. Zdobył nagrodę sieci telewizyjnej ESPN dla Ekstremalnego Sportowca Roku, brał także udział – jako kaskader – w kręceniu serialu Pacific Blue. Wspólnie z Lee McCormackiem napisał książkę pod tytułem: „Jazda rowerem górskim”.

## Kariera
Lopes zaczął jeździć, kiedy miał 4 lata, a w wieku 17 lat przeszedł na zawodowstwo. Od tego czasu zdominował zawody we wszystkich kategoriach – BMX, Downhill, Dual, a ostatnio także Four Cross. Mimo że nigdy nie stosował specjalnego programu treningowego, wspiął się na szczyt kariery.

## Sponsorzy
Oficjalnie Brian jest riderem teamu Ibis. Wiele firm zaproponowało mu sponsoring, m.in.: Oakley, Bell, Marzocchi, Kenda, Easton, Shimano, Hayes, Fizik, ODI, MRP, Sportsmobile, Troy Lee Designs, Fox.

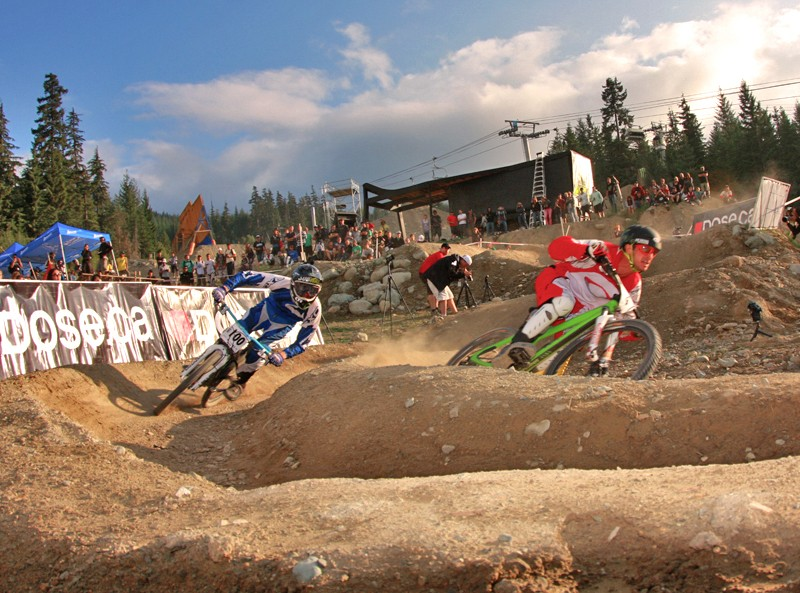
Brian Lopes podczas CrankWorx Dual Slalom 2009

## Stajnia Briana
(stan na lato 2004 r.)
- GT IDXC – rower enduro. Oba amortyzatory o skoku 100 mm
- GT MOTO – hardtail do slalomu
- GT IDXC – full do slalomu
- GT Zaskar – hardtail do XC
- GT Ruckus – do Freeridu. Skok amortyzatorów – 150 mm
- GT DHi – do Downhillu. Skok amortyzatorów – 230 mm
- GT – rower szosowy
- GT BMX – BMX na 20-calowych kołach

## Osiągnięcia
Dziewięciokrotnie zdobywał mistrzostwo amerykańskiego Narodowego Związku Kolarstwa Terenowego (z ang. National off-Road Bicycle Assocation, w skrócie NORBA), pięciokrotnie sięgnął po Puchar Świata, trzy razy – po mistrzostwo świata.